# Yokohama Landmark Tower
Yokohama Landmark Tower – wieżowiec w Jokohamie w Japonii o wysokości 295,8 m. Budynek otwarto w 1993 r., posiada 70 kondygnacji.